# Rundu
Rundu is de hoofdstad van de regio Kavango Oost in het noorden van Namibië. De plaats ligt aan de grens met Angola op de oever van de Okavango, op ongeveer 1000 meter boven zeeniveau. 
Rundu is een snel groeiende stad. In 2001 waren er 36.964 inwoners, in 2011 was dat aantal toegenomen tot 63.430.

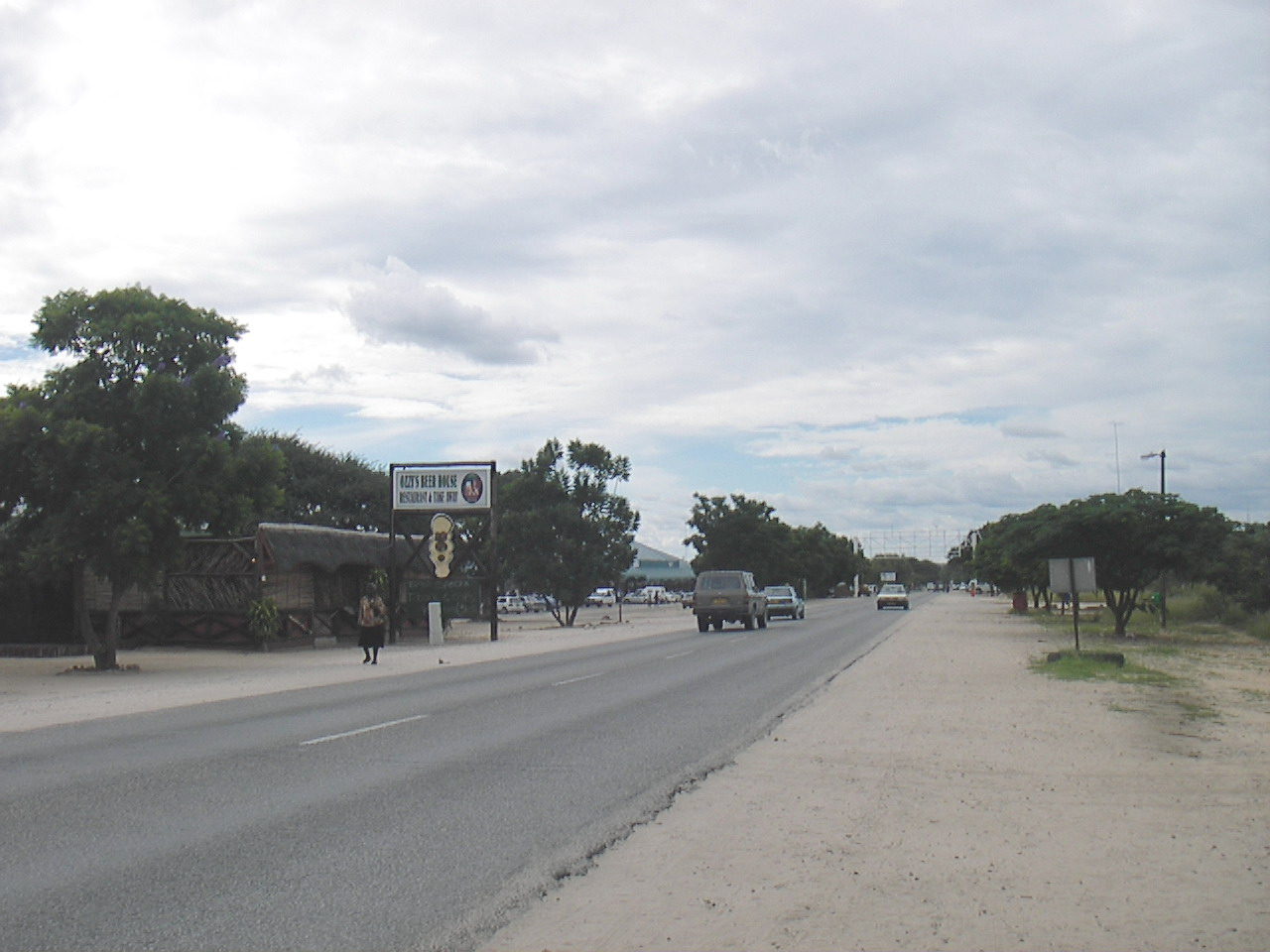
Straatbeeld

## Geschiedenis
In 1936 werd Rundu de zetel van de plaatselijke gouverneur toen de plaats Nkurenkuru als hoofdstad van het Kavango district verving. Sindsdien is de plaats gegroeid, kreeg de stadsstatus en worden er meerdere talen gesproken. Vanaf 1993 is St. Mary's Cathedral zetel van het bisdom Rundu.

## Politiek
Rundu heeft een gemeenteraad met zeven zetels. De lokale verkiezingen van 2015 werden gewonnen door de SWAPO, ze kregen 6.973 stemmen, goed voor vijf zetels. De Rundu Concerned Citizens Association en de All People's Party kregen ieder een zetel.

## Geografie

### Woonwijken
De oudste huizen van Rundu staan in de wijk Katutura. Deze huizen hebben meestal twee slaapkamers en een groot erf, ook al liggen ze naast het zakelijk centrum.
Aan de westkant ligt Tutungeni, een rustige wijk waar vroeger vooral blanke zakenmensen woonden. Aan de oostkant ligt de wijk Safari, bestaande uit huizen met een gemiddeld prijsniveau, daterend uit de jaren 1970.
Rond het jaar 2000 kwam er een nieuw woongebied genaamd Millennium Park. Vervolgens nog twee nieuwe woonwijken, Queens Park en Kings Park.
Daarnaast ontstonden er ook sloppenwijken met veel werkloosheid. Kehemu, Kaisosi (ook Cali genoemd), Sauyemwa en Ndama en Donkerhoek zijn zogenaamde informele wijken.

### Klimaat
Rundu heeft een warm steppeklimaat, code BSh volgens de klimaatclassificatie van Köppen. De gemiddelde jaarlijkse neerslag bedraagt 570 mm. De regentijd duurt van november t/m maart. De natste maand is januari met 150 mm; in juni, juli en augustus valt geen regen.

## Economie en infrastructuur

### Openluchtmarkt
De openluchtmarkt is de grootste van de stad. Deze markt startte in 1996 door samenwerking met de regering van Luxemburg.

### Transport

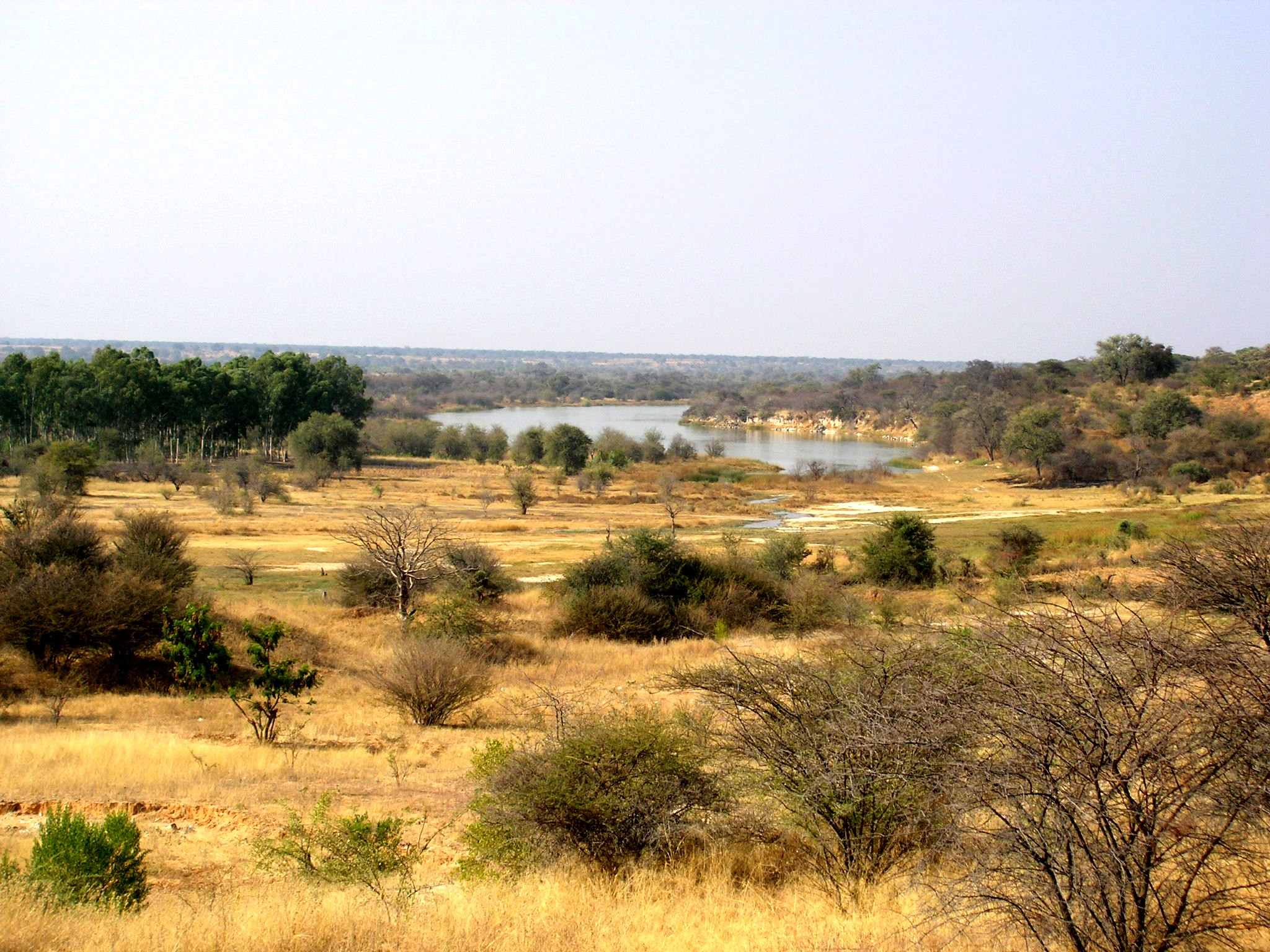
De Okavango-rivier bij Rundu

Rundu beschikt over een vliegveld dat vooral wordt gebruikt voor vracht en toerisme. Het ligt 6 km ten zuidwesten van de stad. Ten noordoosten van Rundu is er een grensovergang naar Angola.
Het ziekenhuis ligt in het centrum van de stad; het is het grootste ziekenhuis in Oost-Kavango.

### Militaire basis
In Rundu ligt een militaire basis, in 1972 gebouwd en in 1976 uitgebreid door de Zuid-Afrikaanse machthebbers in voormalig Zuidwest-Afrika. Er zijn 1600 soldaten gehuisvest. De gebouwen en voorzieningen op de basis verkeren in vrij slechte staat (2016) en zijn toe aan grondige renovatie of vervanging. De basis is genoemd naar Voito Jason Kondjeleni, een vrijheidsstrijder die in 1983 overleed.

## Cultuur
In Rundu wordt veel houtsnijwerk geproduceerd. De producten worden verkocht op een speciale markt, naast de openluchtmarkt. Enkele plaatselijke restaurants serveren traditionele gerechten zoals parelgierst, aardnoten, gestoofd vlees, en vis uit de Okavango.

## Onderwijs
Naast basisonderwijs beschikt de stad over zes scholen voor voortgezet onderwijs. Verder zijn er vijf instituten voor hoger onderwijs terwijl de Universiteit van Namibië en de Polytechnic of Namibia locaties hebben om studenten te ondersteunen die op afstand studeren.
Rundu is een partnerstad van de plaats Nieuwegein in de Nederlandse provincie Utrecht.